# ميا أمبير ديفيس
ميا أمبير ديفيس (بالإنجليزية: Mia Amber Davis)‏ هي عارضة وممثلة أمريكية، ولدت في 25 يوليو 1974 في نيويورك في الولايات المتحدة، وتوفيت في 10 مايو 2011 في لوس أنجلوس في الولايات المتحدة.

## وصلات خارجية
- الموقع الرسمي
- ميا أمبير ديفيس على موقع IMDb (الإنجليزية)
- ميا أمبير ديفيس على موقع قاعدة بيانات الفيلم (الإنجليزية)